# Poeciloxestia parallela
Poeciloxestia parallela là một loài bọ cánh cứng trong họ Cerambycidae.